# أيشي ياماموتو
أيشي ياماموتو (باليابانية: 山本暎一؛ بالكانا: やまもと えいいち) هو كاتب سيناريو ومخرج ياباني، ولد في 22 نوفمبر 1940 في كيوتو في اليابان.

## وصلات خارجية
- أيشي ياماموتو على موقع IMDb (الإنجليزية)
- أيشي ياماموتو على موقع ألو سيني (الفرنسية)
- أيشي ياماموتو على موقع قاعدة بيانات الأفلام السويدية (السويدية)
- أيشي ياماموتو على موقع ديسكوغز (الإنجليزية)
- أيشي ياماموتو على موقع قاعدة بيانات الفيلم (الإنجليزية)
- أيشي ياماموتو على موقع كينوبويسك (الروسية)
- أيشي ياماموتو على موقع ANN person (الإنجليزية)